# Emmelia luteola
Emmelia luteola is een vlinder van de familie van de uilen (Noctuidae). De wetenschappelijke naam van deze soort is voor het eerst voorgesteld als Acontia luteola door Max Saalmüller in een publicatie uit 1891.
De soort komt voor op Madagaskar en Réunion.